# Isla Guayabo
Isla Guayabo är en ö i Costa Rica.   Den ligger i provinsen Puntarenas, i den västra delen av landet, 90 km väster om huvudstaden San José.
Terrängen på Isla Guayabo är mycket platt. Öns högsta punkt är 36 meter över havet.